# Junsen (lớp tàu ngầm)
Tàu ngầm kiểu Junsen (巡潜型潜水艦, "巡洋潜水艦" Junsen-gata sensuikan) là một lớp tàu ngầm tuần dương của Hải quân Đế quốc Nhật Bản chế tạo trong giai đoạn giữa hai cuộc thế chiến. Lớp có tổng cộng bốn thiết kế nối tiếp nhau với trọng lượng choán nước và chiều dài tăng dần.

## Các biến thể của lớp
Tàu ngầm kiểu Junsen được chia thành bốn lớp phụ: 
- Junsen I (巡潜一型（伊一型） Junsen 1-gata, lớp I-1 ?)
- Junsen I Mod. (巡潜一型改（伊五型） Junsen 1-gata Kai, lớp I-5 ?)
- Junsen II (巡潜二型（伊六型） Junsen 2-gata, lớp I-6 ?)
- Junsen III (巡潜三型（伊七型） Junsen 3-gata, lớp I-7 ?).

### Junsen I (lớpI-1)

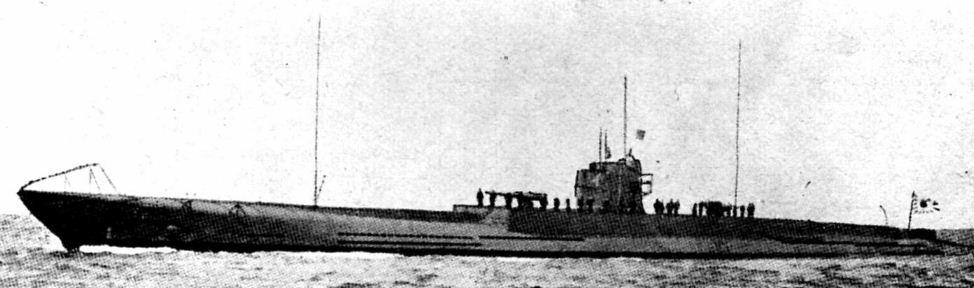
I-1 vào năm 1930

Nguồn gốc các tàu ngầm cỡ lớn của Hải quân Đế quốc Nhật Bản được bắt đầu với chiếc U-142. Khi Thế Chiến I chấm dứt, Nhật Bản nhận được sáu chiếc U-boat từ Đế quốc Đức như là khoản bồi thương chiến tranh. Hải quân Nhật đã sao chép một trong số chúng, chiếc U-125, thành kiểu tàu ngầm rải mìn lớp Kiraisen (lớp I-21). Tuy nhiên họ không tìm thấy một thiết kế tối ưu cho một kiểu tàu ngầm hạm đội, nên đã cùng với hãng Kawasaki Heavy Industries gửi nhiều sĩ quan kỹ thuật sang Anh và Đức để sao chép các bản vẽ tàu ngầm tiên tiến. Kiểu Tàu ngầm lớp L Anh trở thành nguyên mẫu cho kiểu Kaidai I, lớp K của Anh trở thành nguyên mẫu cho kiểu Kaidai II, còn U-142 trở thành  Junsen I.
Bốn chiếc được chế tạo trong giai đoạn từ năm 1923 đến năm 1929.
| Tàu | Xưởng chế tạo         | Đặt lườn         | Hạ thủy           | Hoàn tất          | Số phận                                                                                  |
| I-1 | Kawasaki Shipbuilding | 12 tháng 3, 1923 | 15 tháng 10, 1924 | 10 tháng 3, 1926  | Bị các tàu corvette HMNZS Moa và HMNZS Kiwi đánh chìm tại Guadalcanal, 29 tháng 1, 1943. |
| I-2 | Kawasaki Shipbuilding | 6 tháng 8, 1923  | 23 tháng 2, 1925  | 24 tháng 7, 1926  | Bị tàu khu trục USS Saufley đánh chìm phía Bắc Rabaul, 7 tháng 4, 1944.                  |
| I-3 | Kawasaki Shipbuilding | 1 tháng 11, 1924 | 08 tháng 6, 1925  | 30 tháng 11, 1926 | Bị xuồng phóng lôi PT-Boat USS PT-59 đánh chìm tại Kamimbo, 9 tháng 12, 1942.            |
| I-4 | Kawasaki Shipbuilding | 17 tháng 4, 1926 | 22 tháng 5, 1928  | 24 tháng 12, 1929 | Bị tàu ngầm USS Seadragon đánh chìm phía Đông Nam Rabaul, 20 tháng 12, 1942.             |

### Junsen I Cải tiến (lớpI-5)

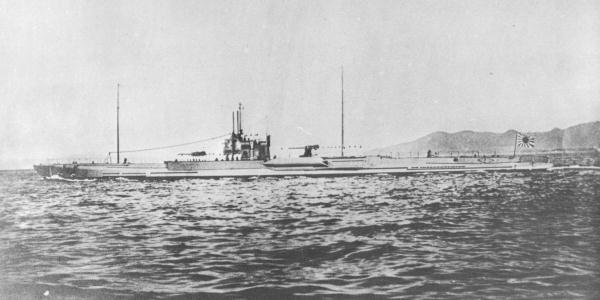
I-5 vào năm 1932

Đây là phiên bản Junsen I được bổ sung một thủy phi cơ. Một chiếc được chế tạo.
| Tàu | Xưởng chế tạo         | Đặt lườn          | Hạ thủy          | Hoàn tất         | Số phận                                                                         |
| I-5 | Kawasaki Shipbuilding | 30 tháng 10, 1929 | 19 tháng 6, 1931 | 31 tháng 7, 1932 | Bị tàu hộ tống khu trục USS Wyman đánh chìm phía Đông Saipan, 19 tháng 7, 1944. |

### Junsen II (lớpI-6)

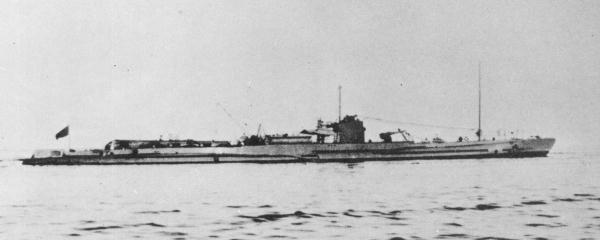
I-6 vào năm 1935

Dự án S32. Đây là phiên bản Junsen I Cải tiến được bổ sung một máy phóng máy bay. Một chiếc được chế tạo trong khuôn khổ Chương trình Bổ sung Vũ khí Hải quân thứ nhất (Maru 1) năm 1931.
| Tàu | Xưởng chế tạo           | Đặt lườn          | Hạ thủy          | Hoàn tất         | Số phận                                                                                      |
| I-6 | Xưởng tàu Kawasaki-Kōbe | 14 tháng 10, 1932 | 31 tháng 3, 1934 | 15 tháng 5, 1935 | Bị Toyokawa Maru đâm phải, tấn công và đánh chìm ngoài khơi Hachijo-Shima, 16 tháng 6, 1944. |

### Junsen III (lớpI-7)

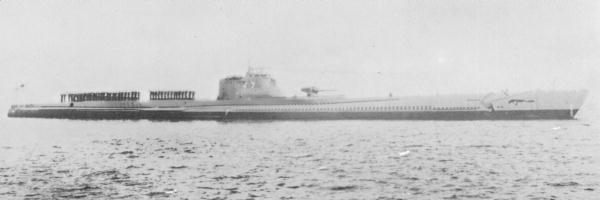
I-7 vào năm 1937

Dự án S33. Phiên bản này kết hợp những ưu điểm của Junsen II và Kaidai V. Hai chiếc được chế tạo trong khuôn khổ Chương trình Bổ sung Vũ khí Hải quân thứ hai (Maru 2) năm 1931.
Junsen III trở thành khuôn mẫu cho việc tiếp tục phát triển các lớp Type A (Kō), Type B (Otsu) và Type C (Hei).
| Tàu | Xưởng chế tạo              | Đặt lườn           | Hạ thủy          | Hoàn tất         | Số phận                                                                                         |
| I-7 | Xưởng vũ khí hải quân Kure | 12 tháng 9, 1934   | 3 tháng 7, 1935  | 31 tháng 3, 1937 | Hư hại bởi tàu khu trục USS Monaghan tại Kiska, 21 tháng 6, 1943. Bị đánh đắm, 5 tháng 7, 1943. |
| I-8 | Kawasaki-Kōbe Shipyard     | 11- tháng 10, 1934 | 20 tháng 7, 1936 | 5 tháng 12, 1938 | Bị tàu khu trục USS Stockton đánh chìm phía Đông Nam Okinawa, 31 tháng 3, 1945.                 |